# Élections régionales de 2015 en Ombrie
Les élections régionales de 2015 en Ombrie (en italien : Elezioni regionali in Umbria) ont eu lieu le 31 mai 2015, afin d'élire le président et les conseillers de la Xe législature du conseil régional de l'Ombrie pour un mandat de cinq ans.

## Système électoral
Le Conseil et son président sont élus simultanément pour des mandats de cinq ans, en accord avec la loi électorale régionale du 4 janvier 2010. Le président est élu au scrutin uninominal majoritaire à un tour tandis que les 18 sièges composant le Conseil sont pourvus au scrutin proportionnel plurinominal avec listes ouvertes et répartition des sièges selon la méthode du plus fort reste à toutes les listes ayant franchi le seuil électoral de 2,5 % des suffrages exprimés. Les électeurs ont la possibilité d'effectuer un vote préférentiel pour l'un des candidats de la liste pour laquelle ils votent, afin de faire monter sa place dans celle ci. Douze sièges sont cependant attribués d'office à la liste ou coalition du candidat vainqueur à la présidence, donnant au scrutin une finalité majoritaire. Enfin, le président élu ainsi que les candidats à la présidence soutenus par des listes ayant obtenus au moins un siège sont membres à part entière du conseil, ce qui porte le nombre de ses membres à un minimum de 20.

### Répartition des sièges
| Provinces                 | Circ.                     | Sièges | +/- |
| ------------------------- | ------------------------- | ------ | --- |
| Pérouse                   | "Ombrie"                  | 18     | 4   |
| Terni                     | "Ombrie"                  | 18     | 4   |
| Candidats à la présidence | Candidats à la présidence | 3      | 6   |
| Total                     | Total                     | 21     | 10  |
|                           |                           |        |     |

## Résultats
|                        |                        |            |            |                      |                               |                                             |         |         |         |               |               |       |
| Présidence             | Présidence             | Présidence | Présidence | Présidence           | Conseil                       | Conseil                                     | Conseil | Conseil | Conseil | Conseil       | Conseil       | Total |
| Candidats              | Candidats              | Votes      | %          | Élus                 | Partis                        | Partis                                      | Votes   | %       | +/-     | Sièges        | +/-           | Total |
|                        | Catuscia Marini (PD)   | 159 869    | 42,78      | 1                    |                               | Parti démocrate (PD)                        | 125 777 | 35,76   | 0,41    | 11            | 2             |       |
|                        | Catuscia Marini (PD)   | 159 869    | 42,78      | 1                    | Socialistes réformistes       | 12 200                                      | 3,47    | 0,69    | 1       | en stagnation |               |       |
|                        | Catuscia Marini (PD)   | 159 869    | 42,78      | 1                    | L'Ombrie plus égale           | 9 010                                       | 2,56    | 0,83    | 1       | 1             |               |       |
|                        | Catuscia Marini (PD)   | 159 869    | 42,78      | 1                    | Civique et populaire          | 5 172                                       | 1,47    | Nv.     | —       | en stagnation |               |       |
| Total Centre-gauche    | Total Centre-gauche    | 159 869    | 42,78      | 1                    | 152 159                       | 43,26                                       | 15,66   | 12      | 7       | 13            |               |       |
|                        | Claudio Ricci (FI)     | 146 752    | 39,27      | 1                    |                               | Ligue du Nord (LN)                          | 49 203  | 13,99   | 9,65    | 2             | 1             |       |
|                        | Claudio Ricci (FI)     | 146 752    | 39,27      | 1                    | Forza Italia (FI)             | 30 017                                      | 8,53    | 23,83   | 1       | 7             |               |       |
|                        | Claudio Ricci (FI)     | 146 752    | 39,27      | 1                    | Frères d'Italie (FdI)         | 21 931                                      | 6,24    | Nv.     | 1       | 1             |               |       |
|                        | Claudio Ricci (FI)     | 146 752    | 39,27      | 1                    | Ricci pour la présidence      | 15 784                                      | 4,49    | Nv.     | 1       | 1             |               |       |
|                        | Claudio Ricci (FI)     | 146 752    | 39,27      | 1                    | Changement en Ombrie (av. SC) | 9 374                                       | 2,67    | Nv.     | —       | en stagnation |               |       |
|                        | Claudio Ricci (FI)     | 146 752    | 39,27      | 1                    | Pour l'Ombrie populaire       | 9 285                                       | 2,64    | Nv.     | —       | en stagnation |               |       |
| Total Centre-droit     | Total Centre-droit     | 146 752    | 39,27      | 1                    | 135 594                       | 38,55                                       | 1,85    | 5       | 4       | 6             |               |       |
|                        | Andrea Liberati        | 53 458     | 14,30      | 1                    |                               | Mouvement 5 étoiles (M5S)                   | 51 203  | 14,55   | Nv.     | 1             | 1             | 2     |
|                        | Michele Vecchietti     | 5 858      | 1,56       | —                    |                               | L'Ombrie pour une nouvelle Europe (av. PRC) | 5 561   | 1,58    | Nv.     | 0             | en stagnation | 0     |
|                        | Simone Di Stefano      | 2 457      | 0,65       | —                    |                               | Souveraineté                                | 2 343   | 0,66    | Nv.     | 0             | en stagnation | 0     |
|                        | Amato John De Paulis   | 2 155      | 0,57       | —                    |                               | Alternative réformiste                      | 1 919   | 0,54    | Nv.     | 0             | en stagnation | 0     |
|                        | Aurelio Fabiani        | 1 820      | 0,48       | —                    |                               | Maison rouge                                | 1 662   | 0,47    | Nv.     | 0             | en stagnation | 0     |
|                        | Fulvio Carlo Maiorca   | 1 304      | 0,34       | —                    |                               | Forza Nuova (FN)                            | 1 255   | 0,35    | Nv.     | 0             | en stagnation | 0     |
|                        |                        |            |            |                      |                               |                                             |         |         |         |               |               |       |
| Votes valides          | Votes valides          | 373 673    | 95,52      |                      | Votes valides                 | Votes valides                               | 351 696 | 89,90   |         |               |               |       |
| Votes blancs et nuls   | Votes blancs et nuls   | 17 537     | 4,48       | Votes blancs et nuls | Votes blancs et nuls          | 39 514                                      | 10,10   |         |         |               |               |       |
| Total candidats        | Total candidats        | 391 210    | 100        | 3                    | Total partis                  | Total partis                                | 391 210 | 100     | -       | 18            | 4             | 21    |
| Abstentions            | Abstentions            | 314 609    | 44,57      |                      |                               |                                             |         |         |         |               |               |       |
| Inscrits/Participation | Inscrits/Participation | 705 819    | 55,43      |                      |                               |                                             |         |         |         |               |               |       |